# Bonn (Schiff, 2013)
Die Bonn ist ein Versorgungsschiff der Berlin-Klasse. Sie ist die dritte gebaute Einheit dieses Typs und das größte Schiff der deutschen Marine. Namensgeber ist die Bundesstadt Bonn.

## Projektierung und Bau

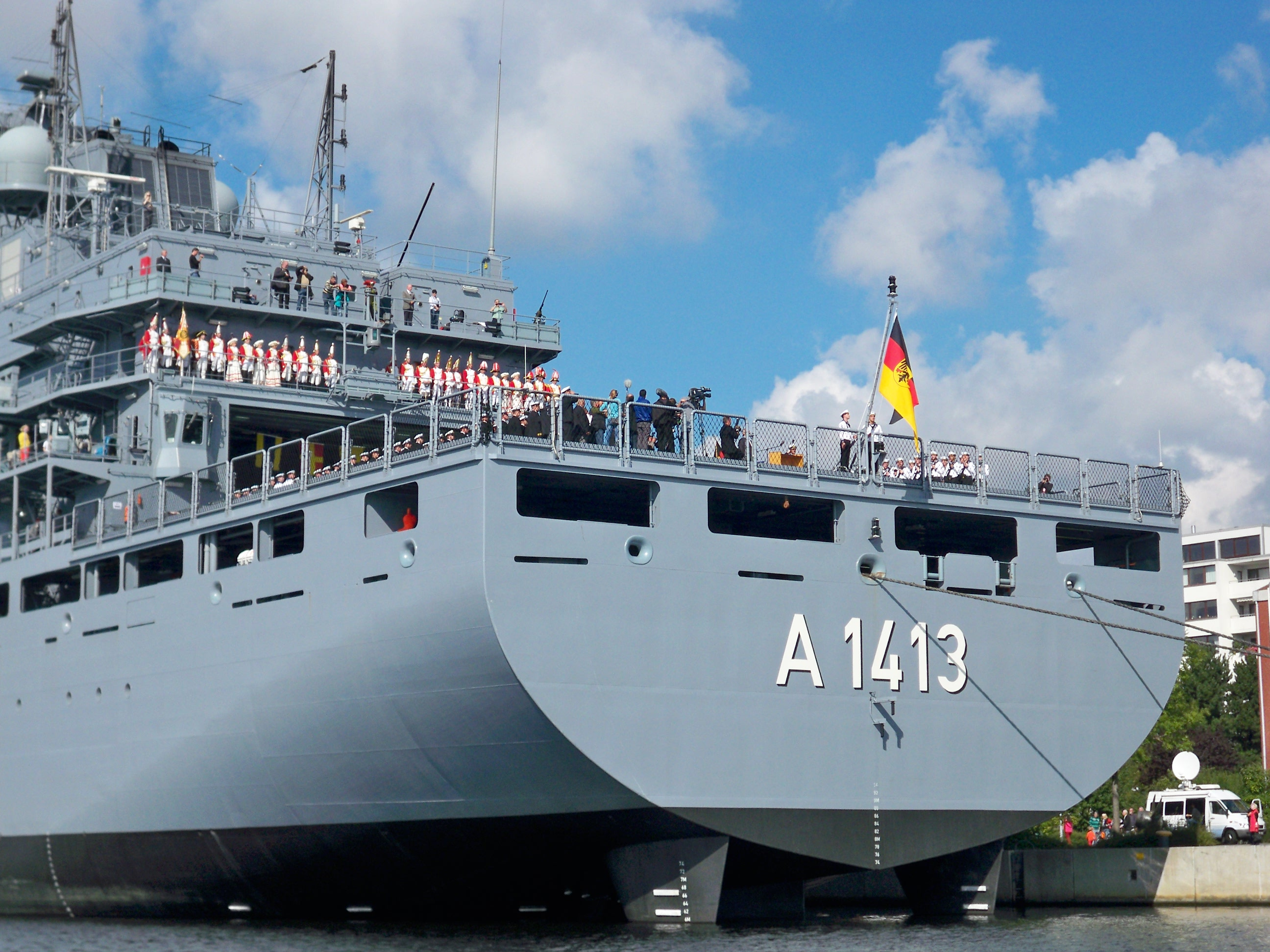
„Heiß Flagge und Wimpel“ zur Indienststellung

Das Schiff wurde von einem Zusammenschluss verschiedener Werften unter den Namen ARGE EGV gebaut.
Der offizielle Baubeginn für das Schiff  erfolgte im März 2010 mit dem ersten Stahlschnitt für den Decksaufbau bei der Flensburger Schiffbau-Gesellschaft (FSG). Der Neubau wurde am 16. September 2010 bei der Peene-Werft in Wolgast auf Kiel gelegt. Der in Wolgast gebaute Rumpf verließ am 27. April 2011 das Baudock und wurde im Mai nach Emden zur Endausrüstung geschleppt. Am 30. Mai 2011 wurden in Emden der Seeversorgungs-Mast und am Folgetag die von FSG gefertigten Decksaufbauten auf den Rumpf aufgesetzt.
In Anwesenheit des damaligen Bundesministers der Verteidigung, Thomas de Maizière, wurde das Schiff am 17. April 2012 von Hanne Hufschmidt, der Ehefrau des damaligen Bonner Oberbürgermeisters Jürgen Nimptsch, auf dem Gelände der Emder Werft und Dockbetriebe GmbH auf den Namen Bonn getauft.
Das Schiff sollte ursprünglich im Oktober 2012 im Marinestützpunkt Wilhelmshaven in Dienst gestellt werden. Durch Bauverzögerungen, die auch durch die Insolvenz der P+S Werften verursacht worden waren, konnte die Bonn jedoch erst am 13. September 2013 in Dienst gestellt werden.

## Aufgaben
Einsatzgruppenversorger (EGV) wie die Bonn versorgen Schiffe mit Betriebsstoffen, Verbrauchsgütern, Proviant und Munition und sind so ausgerüstet, dass sie diese Güter während der Fahrt von Schiff zu Schiff übergeben können. Zwei Hubschrauber dienen dem Transport von Personen und Material. Dadurch kann die Durchhaltefähigkeit von Verbänden erheblich verlängert werden, d. h. die Hafenliegezeiten zum Aufnehmen von Versorgungsgütern wird verkürzt.

### Versorgungseinrichtungen
Mit dem Ladegeschirr der Bonn können Versorgungsgüter während der Fahrt und im Hafen unabhängig umgeschlagen werden. Die Beladungskapazität beträgt:
- 84 Containerstellplätze
- Transportkapazität:
  - 7600 t Schiffsdiesel,
  - 490 t Flugkraftstoff,
  - 126 t Schmieröl,
  - 71 t Frischwasser,
  - 100 t Verbrauchsgüter,
  - 1075 t Festgüter
  - 230 t Proviant

Die EGV können außerdem die Entsorgung von Abwasser und Müll der versorgten Einheiten übernehmen.

### Betankung auf See
Ladungsübergabe auf See erfolgt in der Regel nicht. Hingegen ist die Betankung von Schiffen aus dem Verband Routine. Erste Erprobung des Verfahrens erfolgte 1975 mit dem Zerstörer Mölders. Die geeignete Vorrichtung und das entsprechende Geschirr sind heute erfolgreich im Einsatz.

### Zusätzliche sanitätsdienstliche Komponente
Außerdem führt die Bonn ein in einem Containersystem untergebrachtes Lazarett, das Marineeinsatzrettungszentrum 2 (kurz MERZ), mit, das etwa die Behandlungskapazität von 45 Patienten sowie zusätzlich neun Isolierpatienten hat, wobei im Hubschrauber-Hangar des EGV weitere Kapazität für bis zu 100 Leichtverletzte zur Verfügung gestellt werden kann. Verletzte Soldaten werden meist mit eigenen oder fremden Hubschraubern an Bord gebracht, dort behandelt und nach Möglichkeit in die Heimatländer geflogen. Das Containersystem besteht aus OP- und Intensivräumen, einem klinischen und einem mikrobiologischen Labor, sowie Sterilisatoren und Werkstätten für die Unterstützungsgruppe.

## Bewaffnung
Zur Selbstverteidigung sind die EGV der Marine mit vier Marineleichtgeschützen MLG 27 und vier schweren Maschinengewehren bewaffnet. Außerdem werden Fliegerfäuste und bei Bedarf auch zwei Sea King MK41 mitgeführt. Die Bordhubschrauber dienen vorrangig Rettungseinsätzen, können aber auch Versorgungsgüter vom Schiff transportieren und sind zu ihrem eigenen Schutz mit einem Maschinengewehr M3M und Täuschsystemen ausgestattet. Das Flugdeck erlaubt auch den Einsatz größerer Hubschrauber.

## Abweichungen von den anderen Schiffen der Klasse
Die Bonn unterscheidet sich in einer Anzahl technischer Aspekte von ihren Schwesterschiffen, die mehr als zehn Jahre früher gebaut worden waren. Bei Entwurf und Bau wurden die Betriebserfahrungen der Schwesterschiffe berücksichtigt.
Die Bonn verfügt über eine stärkere Antriebsanlage mit 14.400 kW/20.000 PS, die besser auf das aktuelle Einsatzprofil der Schiffe abgestimmt ist. Dadurch soll die Bonn bei wechselnden Geschwindigkeiten erheblich weniger Kraftstoff verbrauchen. Außerdem verfügt sie über eine höhere Leistung, nachdem die anderen Schiffe die geforderte Geschwindigkeit von 20 Knoten nicht erreichen konnten.
Anstelle von vier Dieselgeneratoren und einem Notstromaggregat für die elektrische Energieerzeugung wurden fünf gleichartige Dieselgeneratoren eingebaut, von denen einer baulich abgesetzt für die Notstromerzeugung und den Routinebetrieb vor allem im Hafen vorgesehen ist.
Weitere Modifikationen betreffen die Hubschrauberleitung, die Sanitätseinrichtungen, das Rettungssystem und die Beiboote. Die Stammcrew der Bonn umfasst 167 Personen.

## Einsätze
- Als Flaggschiff des, zu jener Zeit von Flottillenadmiral Jörg Klein geführten, ständigen NATO-Einsatzverband Standing NATO Maritime Group 2, begann die Bonn unter Fregattenkapitän Jobst Berg im Januar 2016 ihre Beteiligung an der Operation Active Endeavour (OAE) im östlichen Mittelmeer. Ende Februar 2016 begann der Einsatz zur Aufklärung, Überwachung und Beobachtung von Boots- und Schiffsbewegungen im Ägäischen Meer zwischen Griechenland und der Türkei. Die Mission soll mit der EU-Frontex-Mission „Poseidon Sea“ kooperieren und unkontrollierte Einwanderung in Richtung Europa eindämmen.[15][16] Bundesverteidigungsministerin Ursula von der Leyen besuchte Schiff und Besatzung am 20. April 2016.[17]
- Am 30. November 2018 lief die Bonn erneut aus ihrem Heimathafen aus, um sich in der Ägäis der Standing NATO Maritime Group 2 (SNMG2) anzuschließen. Vor Ort fungierte die Bonn erneut als Flaggschiff einer Task Group,[18] sie löste in dieser Rolle die Fregatte Lübeck ab. Nachdem sie selbst Ende April von der Fregatte Hessen abgelöst worden war, kehrte die Bonn am 4. Mai 2019 nach 155 Tagen im Einsatz und 26.800 zurückgelegten Seemeilen in den Heimathafen Wilhelmshaven zurück.[19]
- Seit April 2023 kommt die Bonn als Teil der European Union Naval Forces Mediterreanean Irini in der Durchsetzung des UN-Waffenembargos gegen Libyen zum Einsatz.[20] Aufgrund der Kämpfe im Sudan wurde die Bonn Mitte April 2023 spontan zur Rettung ausländischer Staatsbürger entsandt, die sich aufgrund der Kämpfe im Land in größerer Anzahl auf den Weg nach Port Sudan am Roten Meer gemacht hatten.[21]

## Kommandanten
| Nr. | Name                                | von           | bis           |
| --- | ----------------------------------- | ------------- | ------------- |
| 1   | Fregattenkapitän Björn Laue         | 13. Sep. 2013 | 30. Sep. 2014 |
| 2   | Fregattenkapitän Jobst Berg         | 30. Sep. 2014 | 20. Juli 2017 |
| 3   | Fregattenkapitän Markus Gansow      | 20. Juli 2017 | 11. Dez. 2020 |
| 4   | Fregattenkapitän Eike Deußen        | 11. Dez. 2020 | 26. Sep. 2024 |
| 5   | Fregattenkapitän Sebastian M. Braun | 26. Sep. 2024 |               |